# Музей современного искусства (Дуйсбург)
Музей современного искусства в Дуйсбурге (также Музей Кюпперсмюле; нем. MKM Museum Küppersmühle für Moderne Kunst, Duisburg) — художественная галерея в городе Дуйсбург (земля Северный Рейн-Вестфалия), открытая в 1999 году и управляемая боннским фондом «Stiftung für Kunst und Kultur e.V. Bonn». Музей разместился в комплексе зданий бывшей мельницы, закрытой в 1972 году — фактически он находится в помещениях бывшего зернохранилища площадью 3600 м²; комплекс на берегу городской гавани был перестроен по проекту базельского архитектурного бюро «Herzog & de Meuron» — по инициативе местного коллекционера Ганса Грота (1930—2019).

## История и описание

### Мельница
Первое здание зернохранилища на месте будущего Музей современного искусства было построено в Дуйсбурге в 1860 году — в год, когда была основана сама мельница («мельничный завод»); во внутренней гавани города. В начале XX века, в 1908 году, старое здание было снесено — его заменило сегодняшнее трехсекционное семиэтажное строение. В 1912 году оно было расширено за счет пристройки с запада — с отдельно стоящей котельной и дымовой трубой. Уже после Первой мировой войны, в 1934 году, с восточной стороны были добавлены зерновые элеваторы со стальными силосами (Stahlsilos) — высотой в 42,75 метра — с трубчатыми камерами. После Второй мировой войны, в 1969 году — когда мельница объединилась с мастерскими «Küpperswerken» в Хомберге — весь комплекс получил своё нынешнее название. Спустя три года, в 1972, производство было закрыто — а инициативная группа граждан выступила за сохранение строения. Сегодня, помимо музея, в здании разместились офисные помещения и ресторан, расположенные в западной части и в бывшей котельной.

### Основание музея. Коллекция
Музей современного искусства «Кюпперсмюле» был открыт в 1999 году — инициатором создания музея был местный коллекционер произведений искусства Ганс Грот (1930—2019); галерея имеет общую выставочную площадь около 3600 м² и непосредственно находится в помещениях бывшего зернохранилища. Комплекс зданий был перестроен по проекту базельского архитектурного бюро «Herzog & de Meuron». Основой музейного фонда стала коллекция самого Грота, которая включала в себя более 800 работ, созданных более чем 40 немецкими художниками. После того как фонд поглотил коллекцию дармштадтских коллекционеров Сильвии и Ульриха Стрёэров, количество как экспонатов, так и художников значительно увеличилось — по состоянию на начало XX века обширная коллекция немецкого послевоенного искусства представляет произведения основных немецких авторов и охватывает все ключевые течения, существовавшие с 1950-х годов до наших дней.
В музее есть работы Ханне Дарбовена, Георга Базелица, Авраама Давида Кристиана, Карла Отто Гёца, Кандида Хёфера, Герхарда Хёме, Йорга Иммендорфа, Ансельма Кифера, Ими Кнобель, Маркуса Луперца, А. Р. Пенка (Ральфа Винклера), Зигмара Польке, Герхарда Рихтера, Бернарда Шульце, Фреда Тилера и Розмари Трокель. Каждый год, в дополнение к постоянной экспозиции, галерея проводит до четырех временных выставок: это и ретроспективы известных художников, и тематические (групповые) выставки, и презентации последних работ ныне живущих авторов. В серии выставок «Akademos» музей представляет широкой аудитории работы профессоров Дюссельдорфской художественной академии; он также ежегодно проводится общенациональный молодёжный конкурс «Jugend Interpretiert Kunst / Deutsche Bank Foundation Youth Art Prize».
В частности, в 2007 году были показаны работы немецко-турецкого художника Мехмета Гюлера (Mehmet Güler, род. 1944), а в 2011 в музее прошла выставка скульптур британского автора Тони Крэгга, организованная совместно с Лувром. В 2015 году музей стал частью масштабной выставки «China 8 — Zeitgenössische Kunst aus China an Rhein und Ruhr», которая была представлена в общей сложности в девяти музеях региона.

### Пристройка
В ноябре 2008 года руководство боннского фонда «Stiftung für Kunst und Kultur e.V. Bonn» приняло решение о перепланировке здания — перепланировка также была поручена бюро «Herzog & de Meuron», которое предложило концепцию, аналогичную использовавшейся в здании Эльбской филармонии: к зданию планировалось пристроить (точнее, надстроить) дополнительное кубическое помещение. В итоге на двух этажах пристройки, с выставочной площадью около 2000 м², предполагалось создать 22 новых зала. Строительства началось в 2009 году — его планировалось завершить к концу 2011 года. Сметные расходы на строительство — в размере 30 миллионов евро — предполагалось собрать за счет пожертвований от спонсоров, в число которых входили концерн «Evonik Industries AG», сама пара коллекционеров Сильвия и Ульрих Стрёэр, а также — несколько неназванных спонсоров. В связи с участием в проекте компании «Evonik», цвет средней буквы в логотипе музея — MKM — был изменён с красного на темно-фиолетовым (корпоративный цвет спонсора).
В июне 2011 года строительство расширения было заморожено в связи с техническими проблемами — стальная рама расширительного блока была изготовлена со значительными структурными дефектами. Поскольку строительные компании, ответственные за дефектную работу, объявили о банкротстве, вся стальная конструкция стала убытком музея. Данную конструкцию было решено расплавить, чтобы по крайней мере вернуть стоимость металла. По состоянию на 2019 года, датой завершения строительных работ назывался 2020 год.